# Белжец (гмина)
Белжец (пол. Bełżec) — сельская гмина (волость) в Польше, входит как административная единица в Томашувский повет (Люблинское воеводство), Люблинское воеводство. Население — 2990 человек (на 2004 год).

## Соседние гмины
1. Гмина Любыча-Крулевска
2. Гмина Нароль
3. Гмина Томашув-Любельски